# Glipa impressipennis
Glipa impressipennis is een keversoort uit de familie spartelkevers (Mordellidae). De wetenschappelijke naam van de soort is voor het eerst geldig gepubliceerd in 1924 door Píc.